# Cheilosia albipila
Cheilosia albipila là một loài ruồi trong họ Ruồi giả ong (Syrphidae). Loài này được Meigen mô tả khoa học đầu tiên năm 1838. Cheilosia albipila phân bố ở vùng Cổ Bắc giới (Đan Mạch)

## Hình ảnh

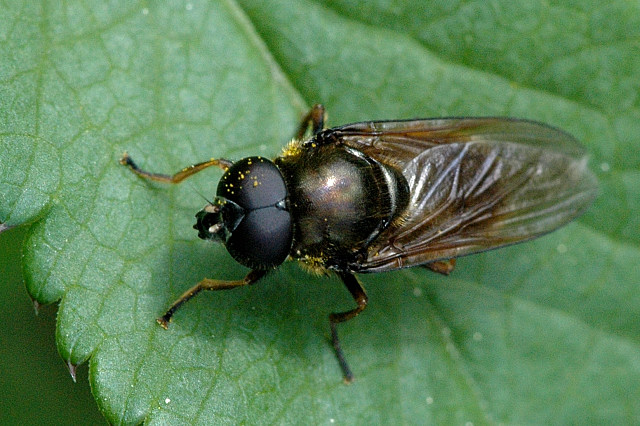
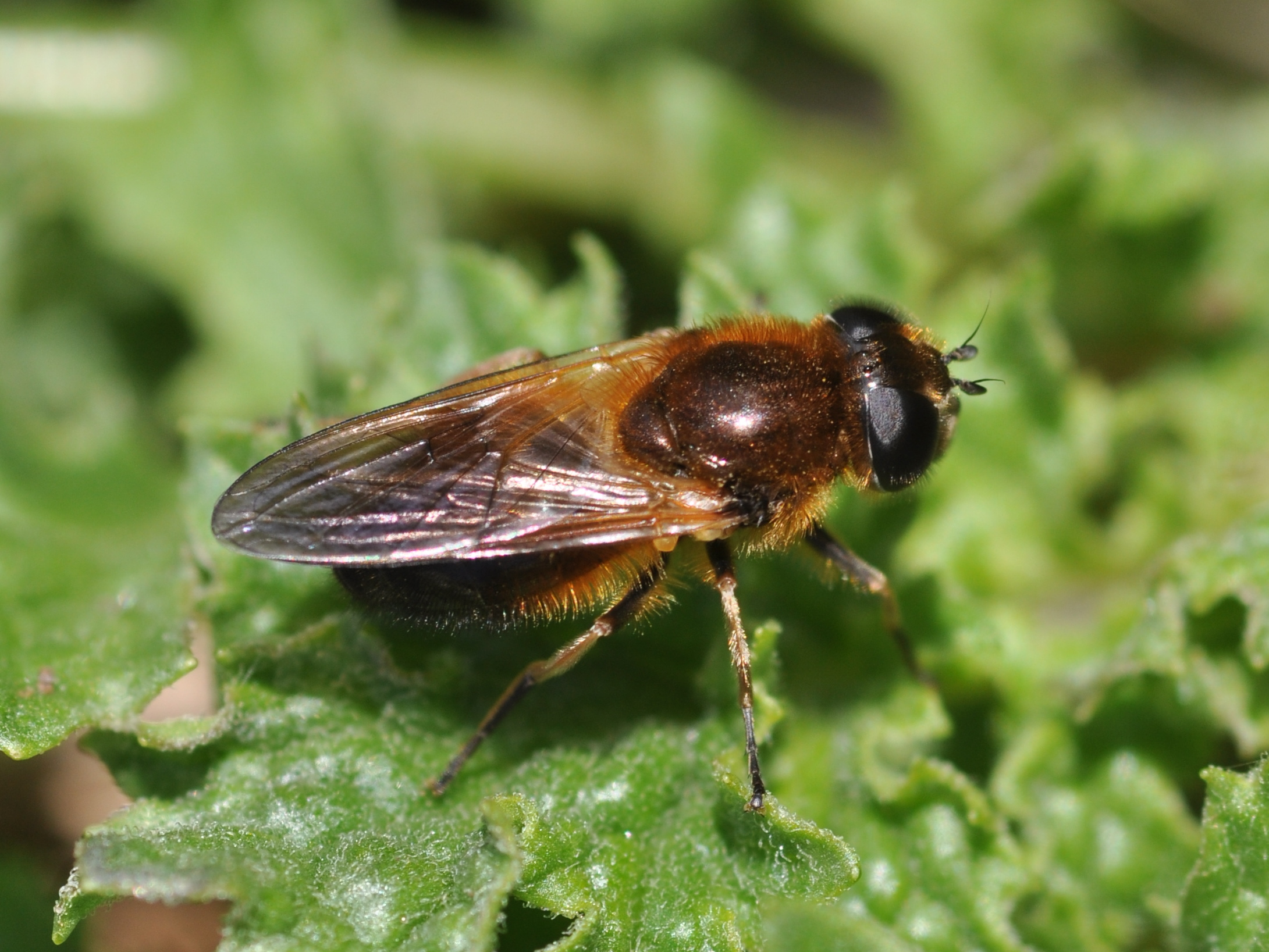